# PAZ (satellite)
Pour les articles homonymes, voir Paz.
PAZ (en espagnol : paix), auparavant connu sous l'appellation SEOSAR/PAZ (Satélite Español de Observación SAR - Satellite Espagnol d'Observation SAR), est un satellite d'observation de la Terre par radar spatial espagnol dont le lancement a lieu au mois de février 2018.

## Description
C'est l'une des deux composantes avec le satellite d'imagerie optique Ingenio (perdu au lancement le 17 novembre 2020) du programme gouvernemental espagnol, le Programme national d'observation de la Terre par satellite (PNOTS) qui a pour objectif de disposer d'une panoplie de satellites d'observation complémentaires dans les domaines optique et radar, pour un double usage, civil et militaire, à ce titre il est également un satellite de reconnaissance.
Le radar dont est équipé le satellite de 1 350 kg a une résolution comprise entre 1 mètre (en mode spot) et 15 mètres (superficie de 100 km).

## Caractéristiques techniques
PAZ est un satellite d'observation de la Terre de 1 350 kg (dont environ 60 kg d'ergols) stabilisé sur 3 axes ayant la forme d'un cylindre hexagonal et mesurant environ 5 m x 5 m. Il utilise une plate-forme dérivée de celle utilisée pour les satellites radar TerraSAR-X et TanDEM-X. La face tournée vers le Soleil est recouverte par des panneaux solaires  fixes d'une superficie totale de 5,25 m2 dont l'énergie est stockée dans des accumulateurs lithium-ion d'une capacité de 108 A-h. L'antenne radar est fixée sur une des deux faces tournées vers la Terre avec un angle faisant 33,° par rapport au nadir. L'autre face tournée vers la Terre porte l'antenne en bande S (données télémétriques), une antenne utilisée par le récepteur du système anti-collision maritime AIS au bout d'une bôme de 3,3 mètres pour éviter les interférences avec le radar et un rétroréflecteur laser. Les données du radar sont transmises au sol avec un débit de 300  mégabits/s en bande X.

## Charge utile
La charge utile principale de PAZ est un radar à synthèse d'ouverture fonctionnant dans la longueur d'onde 9,65 GHz (bande X) et dont la masse totale est de 394 kg. L'antenne réseau à commande de phase est fixée sur le corps du satellite. Elle est longue de 4,8 mètres pour une largeur de 80 cm et une épaisseur de 15 cm. La consommation en pointe du radar est de 2 260 watts. La résolution est de l'ordre de 1 mètre en mode spot (surface de 5 x 5 km en simple polarisation. En mode stripmap (fauchée de 30 km sur une longueur de 2 000 km) elle atteint 3 mètres en polarisation simple. Le mode ScanSAR permet de disposer d'une fauchée de 100 km avec une résolution de 16 x 6 mètres en polarisation simple.
Les autres charges utiles sont :
- un récepteur du système anti-collision maritime AIS.
- un système d'occultation radio ROHPP (Radio Occultations and Heavy Precipitation with PAZ) destiné à détecter les précipitations.

Par ailleurs, un rétroréflecteur laser embarqué est utilisé pour recaler l'orbite.

## Déroulement de la mission
PAZ doit être initialement placée en orbite en 2014 par un lanceur ukrainien Dnepr mais le lancement est reporté à la suite du conflit entre l'Ukraine et la Russie. L'opérateur espagnol décide de changer de lanceur et demande le paiement d'un dédommagement de 15 millions de dollars américains. PAZ est lancé en orbite le 22 février 2018 par un lanceur américain Falcon 9 depuis la base de lancement de Vandenberg. Le satellite est mis sur une orbite héliosynchrone à une altitude de 514 km avec une inclinaison orbitale de 97,4°. L'heure de passage au-dessus du nœud ascendant est de 18 h et la fréquence de revisite est de 11 jours (167 orbites). Le satellite est conçu pour une durée de vie minimale de 7 ans prolongeable si possible à 10 ans.

## Aspects industriels
Le satellite est construit par le groupe Airbus Defence and Space.
Il est géré conjointement par HisdeSAT (segment spatial) et INTA (segment sol).
HisdeSAT est une société détenue :
- à 43% par Hispasat, opérateur espagnol de satellites.
- à 30% par ISDEFE, compagnie publique du ministère de la défense espagnol.
- à 15% par Airbus Defence and Space.
- à 7% par Indra, entreprise espagnole spécialisée dans l'informatique.
- à 5% par SENER, groupe d’ingénierie et de technologie espagnol.